# Oreobolus cleefii
Oreobolus cleefii là loài thực vật có hoa trong họ Cói. Loài này được L.E.Moro mô tả khoa học đầu tiên năm 1987.